# 吳㻞 (嘉靖進士)
吳㻞（1489年—？），字汝文，浙江杭州府錢塘縣人，民籍，明朝政治人物。

## 生平
正德八年（1513年）浙江鄉試第三十名舉人。嘉靖八年（1529年）中式己丑科會試第二百四十六名，登第三甲第二名進士。官御史。

## 家族
曾祖吳原敬，贈通議大夫都察院右副都御史；祖父吳士寧，贈通議大夫都察院右副都御史；父吳誠，曾任通議大夫都察院右副都御史。前母王氏（贈淑人）；嫡母凌氏（封淑人）；生母張氏。永感下。兄吴璿，府同知；吴瑶，中书舍人；吴玭，行人司行人。